# Romanogobio albipinnatus
Romanogobio albipinnatus é uma espécie de peixe actinopterígeo da família Cyprinidae.
Pode ser encontrada nos seguintes países: Austria, Bósnia e Herzegovina, Bulgária, Croácia, República Checa, Hungria, Moldávia, Roménia, Rússia, Sérvia e Montenegro, Eslováquia e Ucrânia.